# Las Lomitas de Papagayo
Las Lomitas de Papagayo är en ort i Mexiko.   Den ligger i kommunen San Marcos och delstaten Guerrero, i den södra delen av landet, 300 km söder om huvudstaden Mexico City. Las Lomitas de Papagayo ligger 13 meter över havet och antalet invånare är 222.
Terrängen runt Las Lomitas de Papagayo är platt. Havet är nära Las Lomitas de Papagayo söderut.  Närmaste större samhälle är Lomas de Chapultepec, 1,8 km nordväst om Las Lomitas de Papagayo. 